# Dust of the Desert
Dust of the Desert è un cortometraggio muto del 1912 diretto da Sidney Olcott.

## Produzione
Il film fu prodotto dalla Kalem Company. Venne girato a Luxor, in Egitto.

## Distribuzione
Distribuito dalla General Film Company, il film uscì nelle sale cinematografiche USA il 3 giugno 1912.